# U branického pivovaru
U branického pivovaru je přírodní památka o celkové rozloze 0,55 ha nacházející se na pravém břehu řeky Vltavy na území pražských částí Braník a Hodkovičky. Chráněné území je vzhledem ke svojí ploše vertikálně členité, leží v nadmořské výšce 198 až 230 m. Jedná se o dvě oddělené plochy.
Rozlohou větší jihozápadní lokalita představuje bývalý bazaltový lom, na jehož hranách se nacházejí xerotermní společenstva. Je významná také z hlediska paleontologického, neboť zde ve vrstvách černých břidlic nacházíme jednu z nejstarších silurských fosilních faun v Česku. Severovýchodní část chráněného území představuje železniční zářez zčásti porostlý dřevinami, na kterém se také vyskytují teplomilné druhy. Obě dvě území leží na okraji železniční tratě.

## Lokalita
Jihozápadní část chráněného území leží těsně u železniční trati vedoucí z branického nádraží do Vraného nad Vltavou. V blízkosti jsou ulice Modřanská, Pikovická a Pod Kopcem. Tato část je územím bývalého lomu na essexitový bazalt, který byl v provozu v letech 1870 až 1922. Dnes je jeho dno z větší části vybetonováno a celý výchoz je oploceným areálem Pražských vodovodů a kanalizací, takže není pro veřejnost volně přístupný. Svah lomu je orientován jižně až západně.
Druhá část území ležící severozápadně od bývalého lomu, blíže k Branickému pivovaru, je rozlohou o něco menší. Jedná se rovněž o bazaltový výchoz v těsné blízkosti trati a Jižní spojky. Jeho svah směřuje k severu.
Obě území se nacházejí uprostřed městské zástavby. Spojuje je městská zeleň lesního charakteru, představující oblast ochranného pásma samotné přírodní památky. Tento lesní porost je nicméně přeťat železniční tratí a ulicí Údolní. Nejbližší autobusová a tramvajová zastávka je Nádraží Braník, nedaleko se nachází vlaková stanice Praha-Braník.

## Historie
Ještě před výstavbou branického pivovaru zde byl v roce 1870 otevřen lom, kvůli žíle essexitového bazaltu. S těžbou se přestalo v roce 1922. Z důvodů těžby zde byl vykácen porost, což pravděpodobně umožnilo rozvoj stepi poté, co byl lom opuštěn. Do doby, než byl postaven železniční most v roce 1950, se zde tedy nacházela významná lokalita výskytu xerotermních společenstev. Jednalo se převážně o rostliny a s tím spojenou hmyzí faunu. Zásahy způsobené výstavbou tratě tuto plochu významně omezily. Přírodní památka byla vyhlášena roku 1988 jako významný zbytek těchto teplomilných společenstev a především jako geologicky cenná a zajímavá lokalita. 

## Přírodní poměry

### Geologie

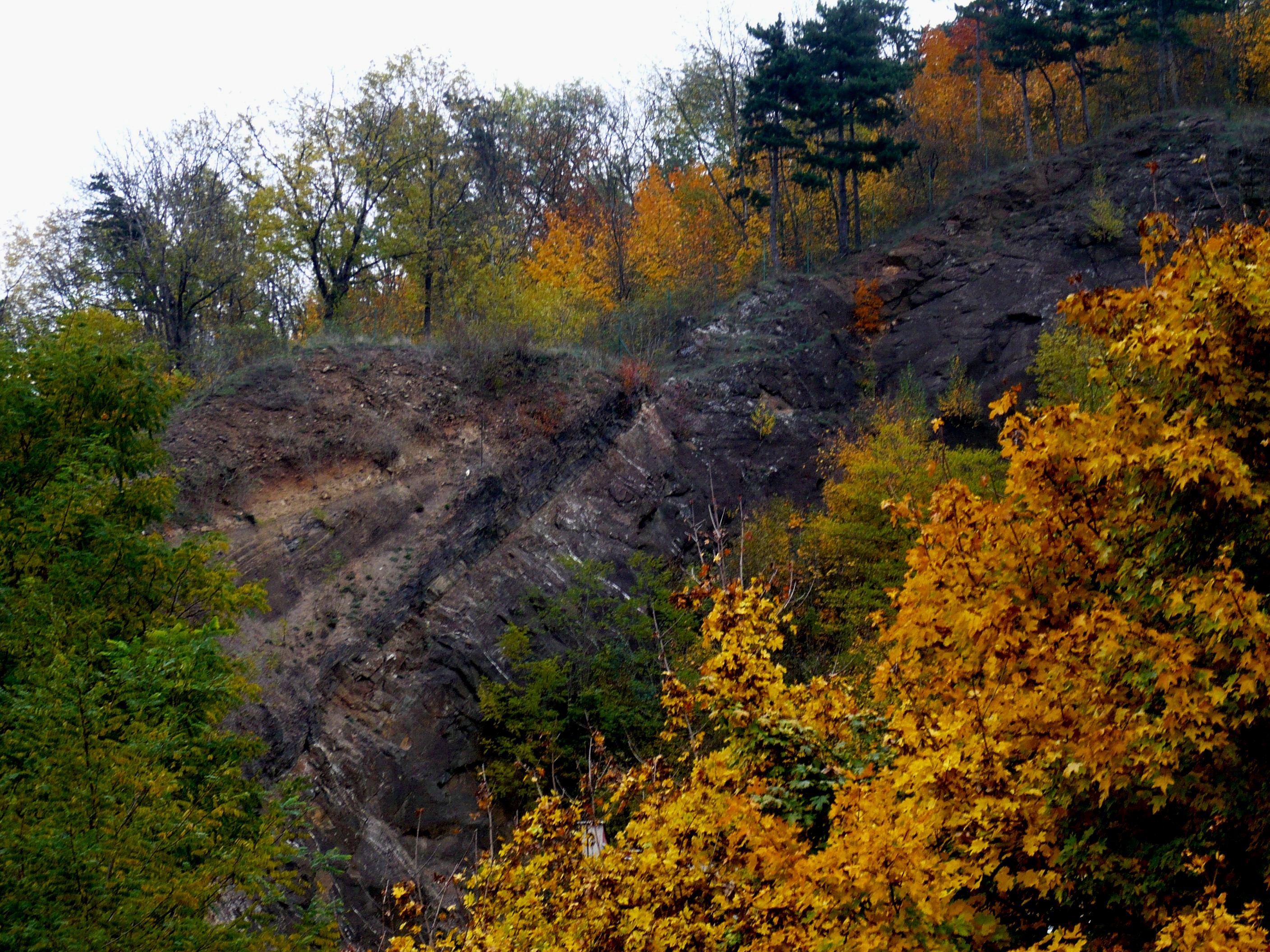
Bazaltová intruze

Nejcennějším jevem na loaklitě U branického pivovaru jsou výstupy hornin ze spodního paleozoika. Jedná se o horniny motolského souvrství ze spodního siluru (Llandovery, Wenlock) staré přibližně 443–427 miliónů let. V souvrství černých graptolitových břidlic se vyvinula ložní žíla bazaltu (diabasu) mocná 10 až 12 m, kvůli které zde byl v minulosti otevřen lom. Lávová intruze ovlivnila diagenezi prasklin a kalcitových čoček v původním sedimentu. Díky teplu uvolněnému z intruze došlo ke zrychlení vysychání puklin nacházejících se v podloží i nadloží intruze. Tyto nepravé bahenní praskliny jsou vyplněny krystalickým kalcitem a dosahují délky až 150 cm. Jejich odkryv je významný, neboť umožňuje studium kompakce, vysychání a jiných diagenetických procesů v černých břidlicích. Vně metamorfované zóny jsou břidlice šedé, jemnozrnné, s klacitovou příměsí. Střídají se zde vrstvy tmavšího a světlejšího sedimentu.
Najdeme zde nejstarší zbytky negraptolitové fauny silurského stáří v severovýchodní části pražské pánve. Významným jevem jsou také metamorfované kontaktní zóny silurských černých graptolitových břidlic, které způsobila bazaltová intruze.

### Paleontologie
Lom je jedním z mála míst v pražské pánvi, jež odkrývá graptolitovou zónu Octavites spiralis. Zároveň je zde přístupná subzóna Monoclimacis geinitzi. Přítomnost obou dvou zón umožňuje případnou korelaci s graptolitovými zónami jinde ve světě. Kromě graptolitů je zde hojná fauna ramenonožců, hlavonožců a mlžů prvohorního moře. Jde o jedny z nejstarších silurských fosilií těchto bezobratlých. Byl zde popsán nejstarší český zástupce čeledi mlžů Slavidae - Slava norna (Kříž 1985).

### Flora

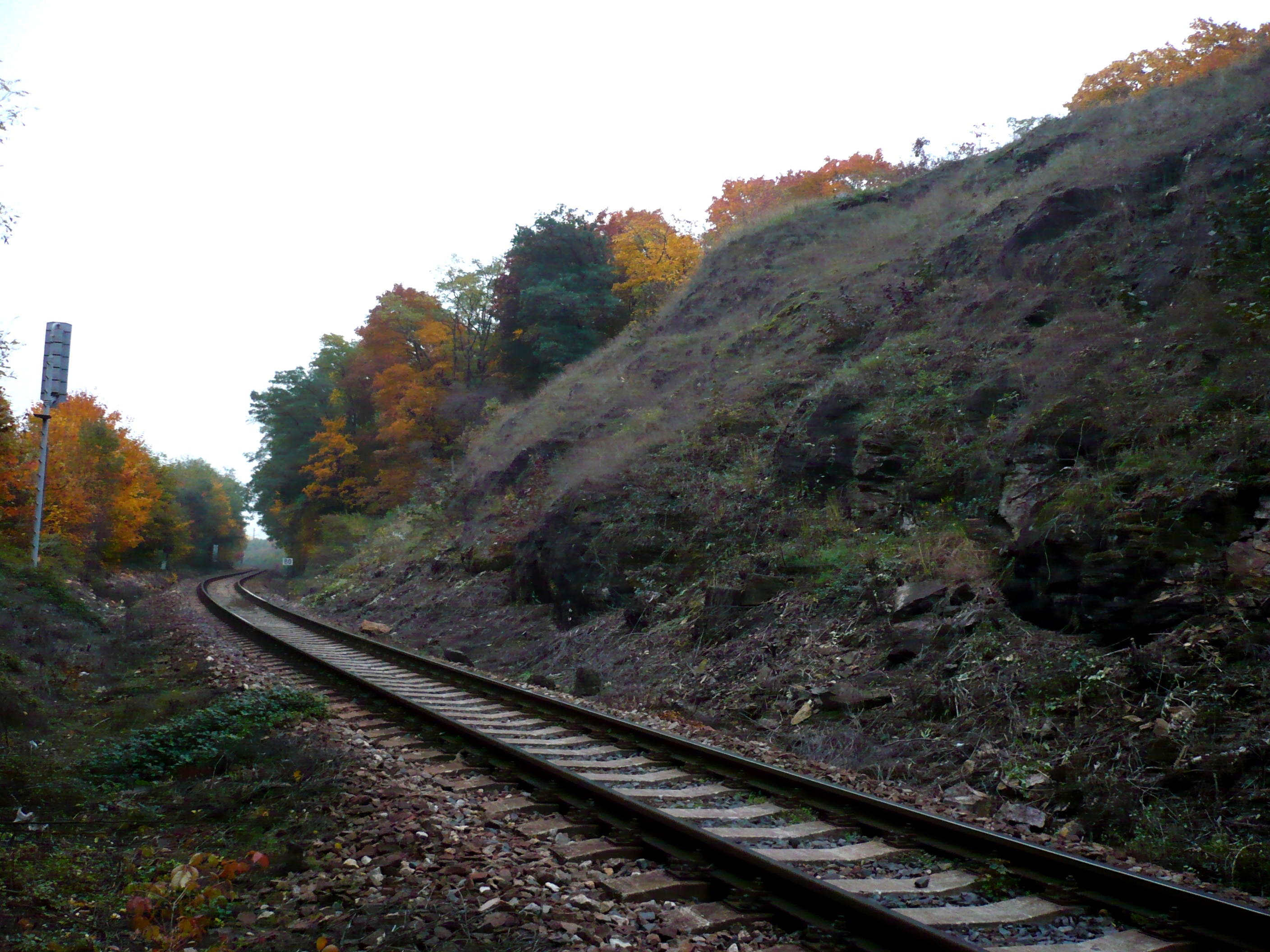
Železniční zářez na severovýchodní lokalitě

Na horninovém podloží obsahujícím vyvřelé diabasy převažují bazické rankery a eubazické kambizemě. Na nich nacházíme pozůstatky xerotermních rostlinných společenstev. Na slunných místech v horní části lomu roste brukvovitá bylina trýzel škardolistý (Erysimum crepidifolium) společně s kostřavou walliskou (Festuca valesiaca). Byla zde také zjištěna populace u nás ohrožené typické stepní trávy kavyl Ivanův (Stipa joannis). Dalšími zaznamenanými ohroženými druhy jsou bělozářka liliovitá (Anthericum liliago), chrpa chlumní (Centaurea triumfettii) a penízek horský (Thlaspi montanum). Mezi silně ohrožené druhy, které byly na území přírodní památky pozorovány patří koniklec luční český (Pulsatilla pratensis subsp. bohemica) a česnek tuhý (Allium strictum).
Mimo to rostou na skalách další druhy, například violka chlumní (Viola collina), dvojštítek hladkoplodý (Biscutella laevigata), bělozářka větevnatá (Anthericum ramosum), zvonek klubkatý (Campanula glomerata), hlaváč žlutavý (Scabiosa ochroleuca), čistec přímý (Stachys recta), ožanka kalamandra (Teucrium chamaedrys). V severovýchodní části chráněného území se daří v místech částečně zarostlých dřevinami s dostatkem stínu rumištním bylinám. Najdeme zde netýkavku malokvětou (Impatiens parviflora), kopřivu dvoudomou (Urtica dioica) či vlaštovičník větší (Chelidonium majus). Podél trati roste a šíří se hvězdnicovitá bylina turan roční (Erigeron annuus).

### Fauna
Vzhledem k malé rozloze chráněného území, nejsou předmětem ochrany větší živočichové. Přilehlý lesní porost ochranného pásma nicméně poskytuje úkryt ptactvu a drobným savcům. Vyskytují se zde strakapoud velký (Dendrocopos major), ježek západní (Erinaceus europaeus) či kuna skalní (Martes foina). Lokalita je významným zbytkem stepní fauny některých měkkýšů a členovců. Z měkkýšů se zde vyskytuje hladovka stepní (Ena obscura) a některé druhy páskovek. Významným stepním druhem je také pavouk (Titanoeca quadriguttata) nebo brouci z čeledi nosatcovitých, například listopas Sitona inops.  Skalní výstupy porostlé na okrajích stepní flórou jsou rovněž stanovištěm některých motýlů, kteří obývají kopce uprostřed krajiny, příkladem mohou být otakárci Papilio machaon a Iphiclides podalirius.

## Lesnictví

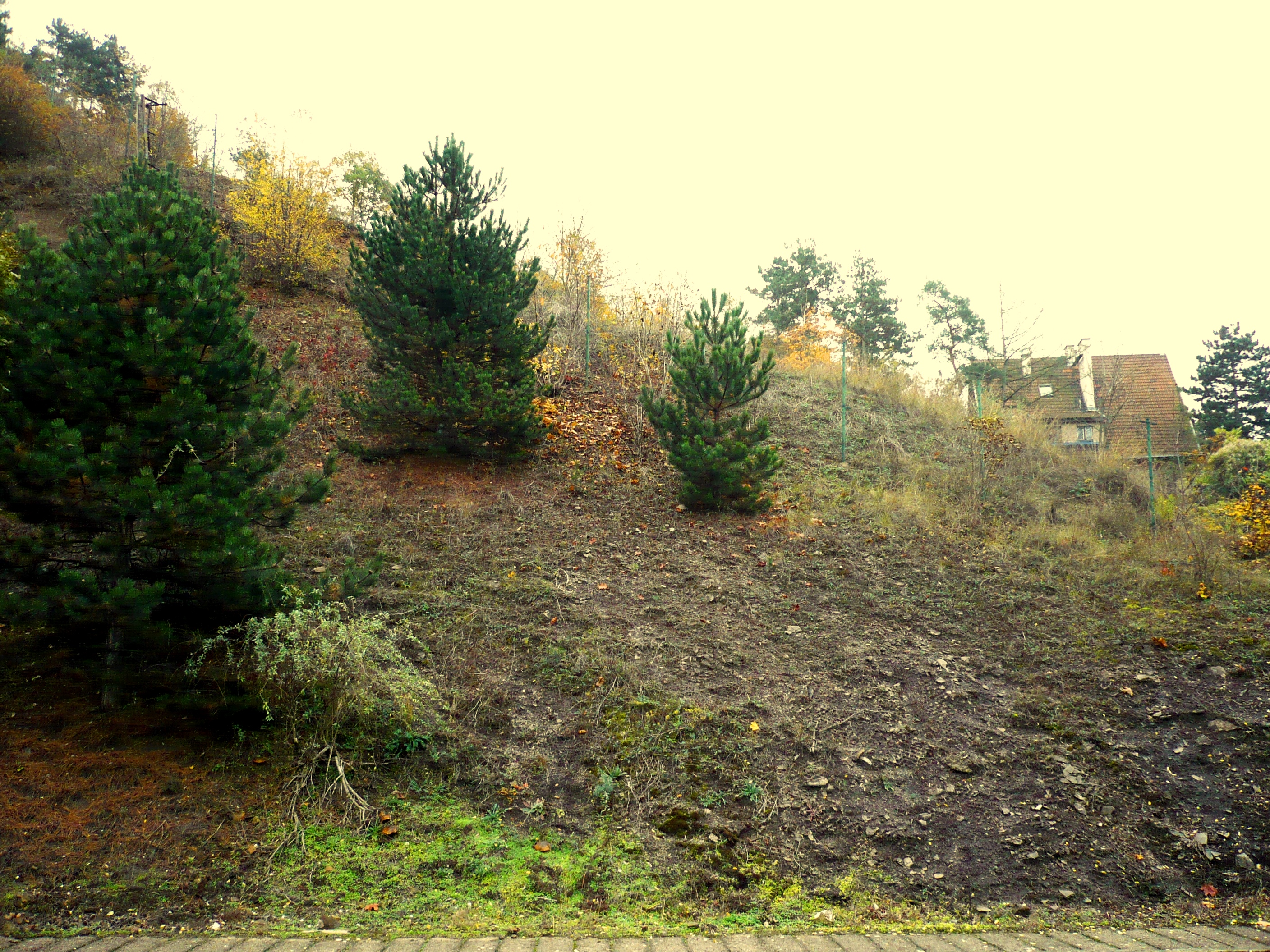
Svah netěžené části lomu

V oblasti ochranného pásma kolem obou dvou území přírodní památky se nachází kulturní les, který nemá větší ekologickou hodnotu. Je ovšem důležitou součástí městské zeleně. V severovýchodní části přírodní památky převažuje nepůvodní druh trnovník akát (Robinia pseudacacia), jehož odstraňování je součástí plánu péče o přírodní památku. Dalšími dřevinami na tomto území jsou javor klen (Acer pseudoplatanus), jasan ztepilý (Fraxinus excelsior) a lípa malolistá (Tilia cordata). Na okrajích železničních zářezů rostou v obou částech roztroušeně keře jako bez černý (Sambucus nigra), kustovnice cizí (Lycium barbarum) typická pro suché svahy či v parcích pěstovaný pámelník bílý (Symphoricarpos albus). Hojná je také třešeň ptačí (Prunus avium). Na okrajích lomu najdeme také borovice.

## Ochrana

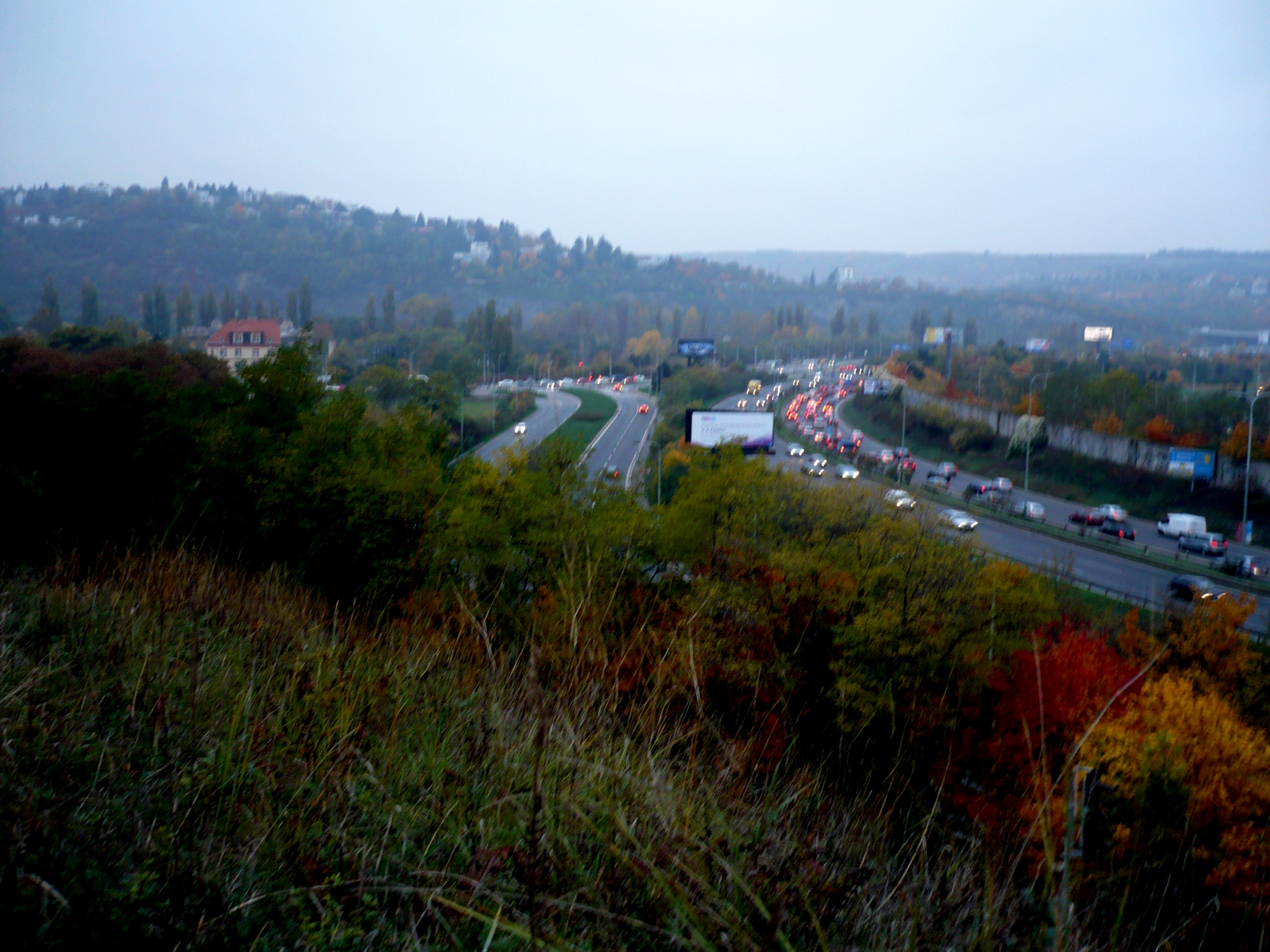
Pohled ze severovýchodní lokality na Jižní spojku

Ochrana území přírodní památky spočívá především v udržování nezarostlých hran skalních výchozů, kde se nacházejí zbytky xerotermních společenstev a paleontologická naleziště. Na obou částech památky provádějí každoročně údržbu dobrovolníci z Hnutí Brontosaurus: v létě kosení travnatých ploch, na podzim výřez náletových dřevin. Postupně se přistupuje k likvidaci akátu na výchozech obou dvou lokalit a v přilehlých lesních porostech, kde by měl postupně stoupat podíl přirozených dřevin. To značně komplikuje přítomnost železnice, která je koridorem pro přenos druhů, které do přirozené skladby nepatří. Dalším problémem je akumulace odpadu v severovýchodní části, kde se také nachází sídla bezdomovců.

## Turismus
Lom je celý oplocen a na lokalitu blíže pivovaru se lze dostat jedině po trati z nádraží Praha-Braník nebo po lesních stezkách z druhé trati vedoucí k železničnímu mostu na Chuchli.